# آرکادیوش رادومسکی
آرکادیوش رادومسکی (لهستانی: Arkadiusz Radomski؛ زادهٔ ۲۷ ژوئن ۱۹۷۷) یک بازیکن فوتبال اهل لهستان است.
وی همچنین در تیم ملی فوتبال لهستان بازی کرده‌است.